# Menhirs de Kerfland
Les menhirs de Kerfland, appelés aussi menhirs de Pendreff, sont un alignement mégalithique situés à Plomeur, dans le département du Finistère en France.

## Historique
Paul du Châtellier a fouillé sommairement le site en 1876. Les menhirs sont classés au titre de monument historique par arrêté du 3 mars 1923.

## Caractéristiques
Les menhirs ont été extraits d'une diaclase dans un leucogranite de Pont-l'Abbé. Ils sont alignés de façon quasi parfaite selon un axe nord-nord-ouest/sud-sud-est. Ils mesurent respectivement 4,30 m de hauteur pour une largeur à la base de 1,40 m pour le premier, 4,40 m de hauteur et 1,80 m de large pour le second et 3,30 m de hauteur sur  1,40 m de largeur pour le troisième. Ils sont enfouis dans le sol argileux, sur respectivement 0,80 m, 0,90 m et 0,90 m de profondeur..
Ces monuments font l'objet de fouilles archéologiques en 1960. Des silex, des poteries, une meule et un vase néolithique sont alors découverts à leurs pieds.
À la suite du renversement d'un menhir en 1978, un sondage fait par Pierre-Jean Berrou a mis en évidence que les calages des menhirs ont été réalisés de manière sommaire avec de petits blocs de 0,50 de largeur sur une profondeur maximale de 0,60.